# Wasco (Oregon)
Wasco és una població dels Estats Units a l'estat d'Oregon. Segons el cens del 2000 tenia 381 habitants.

## Demografia
Segons el cens del 2000, Wasco tenia 381 habitants, 168 habitatges, i 110 famílies. La densitat de població era de 151,7 habitants per km².
Dels 168 habitatges en un 25% hi vivien nens de menys de 18 anys, en un 56,5% hi vivien parelles casades, en un 4,8% dones solteres, i en un 34,5% no eren unitats familiars. En el 29,8% dels habitatges hi vivien persones soles el 16,1% de les quals corresponia a persones de 65 anys o més que vivien soles. El nombre mitjà de persones vivint en cada habitatge era de 2,27 i el nombre mitjà de persones que vivien en cada família era de 2,73.
Per edats la població es repartia de la següent manera: un 23,1% tenia menys de 18 anys, un 4,2% entre 18 i 24, un 22% entre 25 i 44, un 28,3% de 45 a 60 i un 22,3% 65 anys o més.
L'edat mediana era de 45 anys. Per cada 100 dones de 18 o més anys hi havia 103,5 homes.
La renda mediana per habitatge era de 35.917$ i la renda mediana per família de 39.375$. Els homes tenien una renda mediana de 30.500$ mentre que les dones 21.875$. La renda per capita de la població era de 17.917$. Aproximadament el 7% de les famílies i l'11,9% de la població estaven per davall del llindar de pobresa.

## Poblacions més properes
El següent diagrama mostra les poblacions més properes.